# P・D・ジェイムズ
ホランド・パークのジェイムズ女男爵、フィリス・ドロシー・ジェイムズ（Phyllis Dorothy James, Baroness James of Holland Park,, 1920年8月3日 - 2014年11月27日）は、イギリスの女流推理作家である。
国民保健サービスや内務省など公共機関で勤務した経験から、沈鬱な場面設定と緻密な描写、病院や官僚制に舞台を取る込み入った人間関係を描くことで知られる。多くの作品で警視庁のアダム・ダルグリッシュが主人公として登場するが、『女には向かない職業』などのコーデリア・グレイを主人公に据えた作品でも有名。ほかに映画化された『人類の子供たち』などがある。
『ナイチンゲールの屍衣』『黒い塔』『死の味』で3度CWA賞（英国推理作家協会）シルバーダガー賞を受賞。1987年には作家としての功績を称える CWA賞 ダイヤモンド・ダガー賞を受賞した。さらに1999年にはアメリカのMWA賞（アメリカ探偵作家クラブ）でも巨匠賞を受賞した。
1983年にDBE（大英帝国勲章中等勲爵士）に叙され、1991年に一代貴族の「ホランド・パークのジェイムズ女男爵」に叙される。2014年11月に死去。

## 作品

### アダム・ダルグリッシュ警視シリーズ
- 女の顔を覆え（Cover Her Face、1962年） 山室まりや訳、早川書房（ハヤカワ・ポケット・ミステリ(のちハヤカワ・ミステリ文庫)）
- ある殺意（A Mind to Murder、1963年） 山室まりや訳、早川書房（ハヤカワ・ポケット・ミステリ）（青木久恵訳でハヤカワ・ミステリ文庫）
- 不自然な死体（Unnatural Causes、1967年） 青木久恵訳、早川書房（ハヤカワ・ポケット・ミステリ(のちハヤカワ・ミステリ文庫)）
- ナイチンゲールの屍衣（Shroud for a Nightingale、1971年） 隅田たけ子訳、早川書房（ハヤカワ・ポケット・ミステリ(のちハヤカワ・ミステリ文庫)）
- 黒い塔（The Black Tower、1975年） 小泉喜美子訳、早川書房（ハヤカワ・ポケット・ミステリ(のちハヤカワ・ミステリ文庫)）
- わが職業は死（Death of an Expert Witness、1977年） 青木久恵訳、早川書房（ハヤカワ・ポケット・ミステリ(のちハヤカワ・ミステリ文庫)）
- 死の味（A Taste for Death、1986年） 青木久恵訳、早川書房（ハヤカワ・ポケット・ミステリ(のちハヤカワ・ミステリ文庫)）
- 策謀と欲望（Devices and Desires、1989年） 青木久恵訳、早川書房（ハヤカワ・ポケット・ミステリ(のちハヤカワ・ミステリ文庫)）
- 原罪（Original Sin、1994年） 青木久恵訳、早川書房（ハヤカワ・ポケット・ミステリ(のちハヤカワ・ミステリ文庫)）
- 正義（A Certain Justice、1997年） 青木久恵訳、早川書房（ハヤカワ・ポケット・ミステリ）
- 神学校の死（Death in Holy Orders、2001年） 青木久恵訳、早川書房（ハヤカワ・ポケット・ミステリ）
- 殺人展示室（The Murder Room、2003年） 青木久恵訳、早川書房（ハヤカワ・ポケット・ミステリ）
- 灯台（The Lighthouse、2005年） 青木久恵訳、早川書房（ハヤカワ・ポケット・ミステリ）
- 秘密（The Private Patient、2008年） 青木久恵訳、早川書房（ハヤカワ・ポケット・ミステリ）

### コーデリア・グレイシリーズ
ダルグリッシュ警視シリーズのスピンオフ作品
- 女には向かない職業（An Unsuitable Job for a Woman、1972年） 小泉喜美子訳、早川書房（ハヤカワ・ポケット・ミステリ(のちハヤカワ・ミステリ文庫)）
- 皮膚の下の頭蓋骨（The Skull Beneath the Skin、1982年） 小泉喜美子訳、早川書房（ハヤカワ・ポケット・ミステリ(のちハヤカワ・ミステリ文庫)）

### ノン・シリーズ
- ラトクリフ街道の殺人（The Maul and the Pear Tree: the Ratcliffe Highway Murders 1811、1971年、T・A・クリッチリーとの共著） 森広雅子訳、国書刊行会（クライムブックス）
- 罪なき血（Innocent Blood、1980年） 青木久恵訳、早川書房（ハヤカワ・ポケット・ミステリ(のちハヤカワ・ミステリ文庫)）
- トゥモロー・ワールド (人類の子供たち)　（The Children of Men、1992年） 青木久恵訳、早川書房（ハヤカワ・ポケット・ミステリ(のちハヤカワ・ミステリ文庫)）
- 高慢と偏見、そして殺人（Death Comes to Pemberley、2011年） 羽田詩津子訳、早川書房（ハヤカワ・ポケット・ミステリ）

## 映像化作品・作品論
- トゥモロー・ワールド（Children of Men、2006年、アメリカ・イギリス、アルフォンソ・キュアロン監督）
- 火曜サスペンス劇場「白衣の天使殺人事件」（1982年、原作は「ナイチンゲールの屍衣」、脚本：鎌田敏夫）
- 『P・D・ジェイムズ　コーデリアの言い分』現代女性作家研究会編／現代イギリス女性作家を読む3：勁草書房、1992年